# Argyrhoda
Argyrhoda é um gênero de traça pertencente à família Arctiidae.